# Basile Ier d'Antioche
Basile Ier d'Antioche fut patriarche d'Antioche de l'Église jacobite d'15 août 923 au 25 mars 935.